# Dipartimento di San Martín (Santa Fe)
San Martín è un dipartimento argentino, situato nella parte sud-orientale della provincia di Santa Fe, con capoluogo Sastre.
Esso confina a nord con i dipartimenti di Castellanos e Las Colonias; a est con il dipartimento di San Jerónimo; a sud con quello di Belgrano; e a ovest con la provincia di Córdoba.
Secondo il censimento del 2001, su un territorio di 4.860 km², la popolazione ammontava a 60.698 abitanti, con un aumento demografico del 6,27% rispetto al censimento del 1991.
Il dipartimento, nel 2001, era suddiviso in 17 distretti (distritos), con questi municipi (municipios) o comuni (comunas):
- Cañada Rosquín
- Carlos Pellegrini
- Casas
- Castelar
- Colonia Belgrano
- Crispi
- El Trébol
- Landeta
- Las Bandurrias
- Las Petacas
- Los Cardos
- María Susana
- Piamonte
- San Jorge
- San Martín de las Escobas
- Sastre
- Traill